# Temporada de furacões no Atlântico de 1855
A temporada de furacões no Atlântico de 1855 apresentou ciclones tropicais que atingiram a costa do Golfo dos Estados Unidos, nas Grandes Antilhas e no México, mas nenhum ao longo da costa Leste dos Estados Unidos. Esteve inativo, com apenas cinco ciclones tropicais conhecidos. Operacionalmente, acreditava-se que outra tempestade tropical existiu na costa das províncias atlânticas do Canadá no final de agosto e início de setembro, mas o HURDAT – o banco de dados oficial de furacões no Atlântico – agora exclui esse sistema. O primeiro sistema, o furacão Um, foi inicialmente observado em 6 de agosto. A tempestade final, o furacão cinco, foi observada pela última vez em 17 de setembro. Essas datas se enquadram no período de maior atividade de ciclones tropicais no Atlântico. Em um ponto durante a temporada, dois ciclones tropicais existiam simultaneamente. Dois dos ciclones têm apenas um único ponto conhecido em suas trilhas devido à escassez de dados, portanto, os resumos de tempestades para esses sistemas não estão disponíveis.
Dos cinco ciclones tropicais da temporada, quatro atingiram o status de furacão. Além disso, um desses quatro se fortaleceu em um grande furacão, que são categoria 3 ou superior na escala de ventos de furacões Saffir-Simpson dos dias modernos. O ciclone mais forte da temporada, o furacão cinco, atingiu o pico na categoria 3 força com 201 km/h (125 mph) ventos. Trouxe apenas um impacto menor para Luisiana e Mississippi. A primeira tempestade da temporada trouxe um forte impacto local para Tampico, Tamaulipas, México no início de agosto. A tempestade tropical Quatro causou graves danos nas Pequenas Antilhas.

## Sistemas

### Furacão Um
Com base em reportagens de jornais, o primeiro furacão da temporada ocorreu nas proximidades de Tampico, Tamaulipas, em 6 de agosto. Os ventos máximos sustentados foram de 169 km/h (105 mph), indicando uma furacão categoria 2. Não há mais informações disponíveis sobre a história meteorológica desta tempestade. No entanto, é possível que a tempestade tenha se desenvolvido no Caribe no final de julho, devido a dados obtidos da barca Bercaldine. Chuvas torrenciais na área de Tampico causaram inundações desastrosas, com grandes danos a bens e propriedades. Onze navios foram atracados em Tampico, alguns dos quais perderam a carga. Na foz do rio Pánuco, uma estação piloto e um forte foram varridos. O evento foi considerado "a pior inundação de Tampico nos últimos 30 anos".

### Furacão Dois
O navio James Foster Jr. encontrou um furacão em 10 de agosto, quando localizado a cerca de 925 km (575 mi) leste-sudeste de Cabo Race, Terra Nova. Ventos sustentados de 169 km/h (105 mph) foram observados, equivalente a um furacão de Categoria 2. Dados de James Foster Jr. e Rebecca indicam que a tempestade se moveu rapidamente para nordeste. Este sistema foi observado pela última vez a cerca de 900 km (560 mi) a oeste da Irlanda em 11 de agosto.

### Furacão Três
O HMS Walverine relatou um furacão em 12,5°N, 83,0°W, que está localizado a cerca 24 km (15 mi) ao norte de Ilhas do Milho, Nicarágua. Uma velocidade de vento constante de 80 mph (130 km/h) foi observada. Pouco tempo depois, o HMS Walverine naufragou e nenhuma informação adicional é conhecida sobre esta tempestade.

### Tempestade tropical Quatro
Com base em relatos de um forte vendaval, uma tempestade tropical foi rastreada pela primeira vez a cerca de 400 km (250 mi) leste-sudeste de Barbados no início de 24 de agosto. Ele inicialmente se dirigiu para o oeste, antes de voltar a fazer uma curva para oeste-noroeste no início do dia seguinte. Pouco tempo depois, a tempestade passou pelas Ilhas de Barlavento entre Granada e São Vicente e Granadinas. A tempestade atingiu o pico com ventos de 110 km/h (70 mph) enquanto se move para noroeste através do Mar do Caribe. Enfraqueceu ligeiramente antes de atingir a costa perto de San Pedro de Macorís, República Dominicana, com ventos de 97 km/h (60 mph) na madrugada de 27 de agosto. A tempestade enfraqueceu lentamente sobre Hispaniola e foi notada pela última vez perto de Bombardópolis, Haiti mais tarde naquele dia.
Houve danos consideráveis nas Pequenas Antilhas. Em São Vicente, as chuvas destruíram estradas e várias casas. Muitos canaviais também foram destruídos. Vários navios foram perdidos lá e em outras ilhas, incluindo Barbados, Dominica e Martinica. Em Saint Croix, nas atuais Ilhas Virgens Americanas, pelo menos uma embarcação foi destruída pelos fortes vendavais. Também houve fortes vendavais relatados em Porto Rico e na República Dominicana.

### Furacão Cinco
O furacão do Meio da Costa do Golfo de 1855
O navio Orphan encontrou um furacão com ventos de 130 km/h (80 mph) no centro do Golfo do México em 15 de setembro Fortaleceu-se rapidamente enquanto se movia para o norte, tornando-se mais tarde naquele dia um furacão de Categoria 2. Por volta das 0000 UTC em 16 de setembro, a tempestade atingiu o pico como furacão categoria 3 com ventos máximos sustentados de 201 km/h (125 mph), tornando-se o ciclone tropical mais forte da temporada. Pouco depois, o furacão atingiu a costa perto de Buras-Triumph, Louisiana, com a mesma intensidade. Enfraqueceu depois de se mudar para o interior, diminuindo mais tarde para a intensidade de Categoria 1, em 16 de setembro. No início do dia seguinte, o sistema enfraqueceu para uma tempestade tropical, várias horas antes de se dissipar no centro do Alabama.

Este foi considerado o pior furacão na região desde 1819. Na Louisiana, ventos e tempestades afetaram as partes orientais do estado. O cais e a casa de banhos em Proctorville foram varridos. Cerca 1.2 m (4 ft) de água foi relatado em Proctor's Landing. Uma combinação de ventos fortes e tempestades destruiu várias casas ao longo das margens do Lago Borgne. Ao longo da costa do Mississippi, a maioria das estruturas foi arrastada para o mar. A fundação do Farol de Biloxi estava em perigo devido à erosão desta tempestade. O Farol da Ilha Cat também foi deixado em "grave perigo". Vários navios foram danificados ou virados no rio Mississippi, incluindo Atchafalaya, JS Chenoweth, Ship Shoal e Venice.

### Outros sistemas
Além dos cinco sistemas tropicais, acredita-se que outra tempestade tenha existido operacionalmente no final de agosto e início de setembro. O navio Atlantic encontrou um forte vendaval enquanto estava localizado a oeste da Ilha Sable, Nova Escócia, em 31 de agosto. A tempestade moveu-se rapidamente para leste-nordeste na costa atlântica do Canadá. Foi anotado pela última vez em 2 de setembro e acredita-se que tenha transitado para um ciclone extratropical. No entanto, o HURDAT não inclui mais este sistema em seu banco de dados.